# Bells (Tennessee)
Bells – miasto w Stanach Zjednoczonych, w stanie Tennessee, w hrabstwie Crockett.